# Nevid
Nevid är en ort i Tjeckien.   Den ligger i regionen Plzeň, i den västra delen av landet, 70 km sydväst om huvudstaden Prag. Nevid ligger 496 meter över havet och antalet invånare är 142.
Terrängen runt Nevid är platt åt sydväst, men åt nordost är den kuperad. Runt Nevid är det ganska glesbefolkat, med 42 invånare per kvadratkilometer. Närmaste större samhälle är Plzeň, 17,8 km väster om Nevid. Omgivningarna runt Nevid är en mosaik av jordbruksmark och naturlig växtlighet.